# Casarano
Casarano là một đô thị và thị xã của Ý. Đô thị này thuộc tỉnh Lecce trong vùng Apulia. Casarano có diện tích km2, dân số theo ước tính năm 2005 của Viện thống kê quốc gia Ý là 20.519 người. 
Các đơn vị dân cư:
Đô thị Casarano giáp với các đô thị: